# Colaboração Cochrane

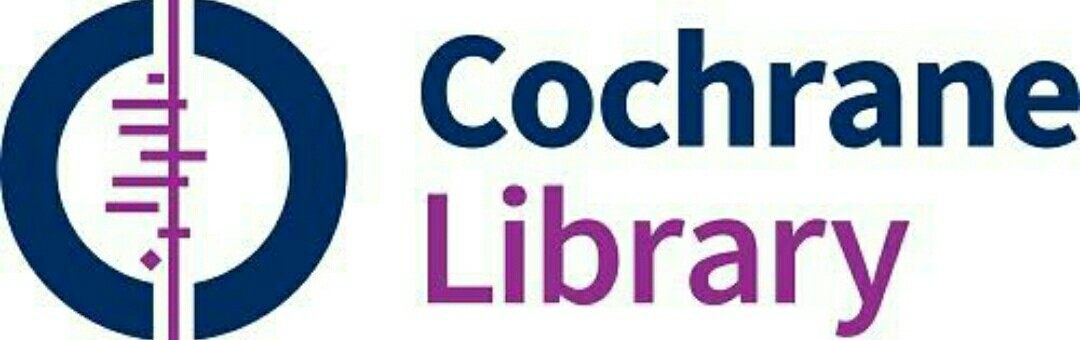
Logomarca da Cochrane Collaboration.

A Colaboração Cochrane (em inglês: Cochrane Collaboration) é uma organização sem fins lucrativos independente da qual fazem parte mais de 28.000 voluntários em mais de cem países. A organização foi criada para responder à necessidade de organizar de forma sistemática os resultados de investigação em medicina, de modo a facilitar a tomada de decisões médicas e a ajudar a compreender em que campo é necessária mais investigação.
A organização leva a cabo revisões sistemáticas de ensaios controlados aleatórios de intervenções médicas e procura divulgar os resultados e conclusões que deles derivam. As revisões são publicadas na Biblioteca Cochrane. Em Janeiro de 2011, a organização tornou-se parceira oficial da Organização Mundial de Saúde, obtendo assento na Assembleia Mundial de Saúde, contribuindo desta forma nas suas resoluções.